# 貝爾山
貝爾山是美國的山峰，位於弗蘭格爾－聖伊萊亞斯國家公園，由阿拉斯加州負責管轄，屬於聖埃利亞斯山脈的一部分，海拔高度4,520米。

## 外部連結
- Mount Bear on Topozone （页面存档备份，存于）